# Filmstudion i Umeå

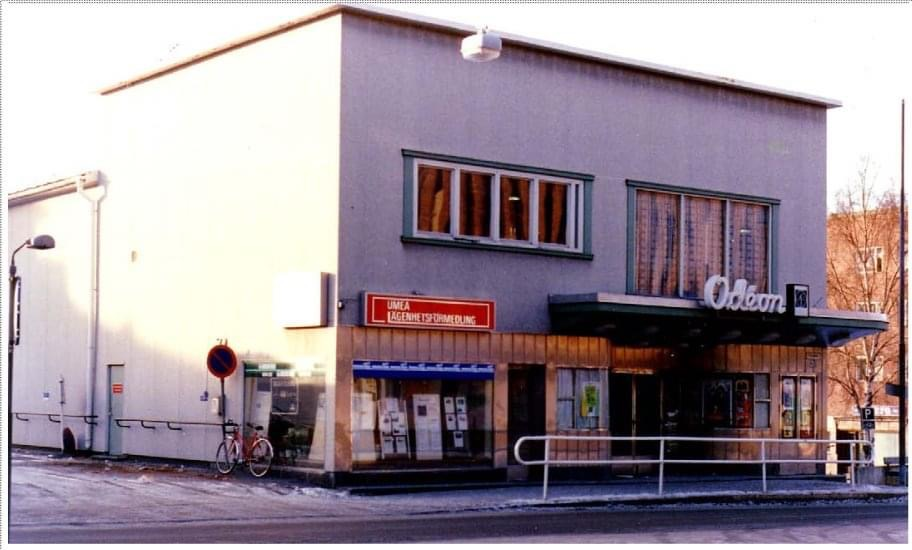
Odéonbiografen i Umeå, där Filmstudion huserade från 1954 till 1986.

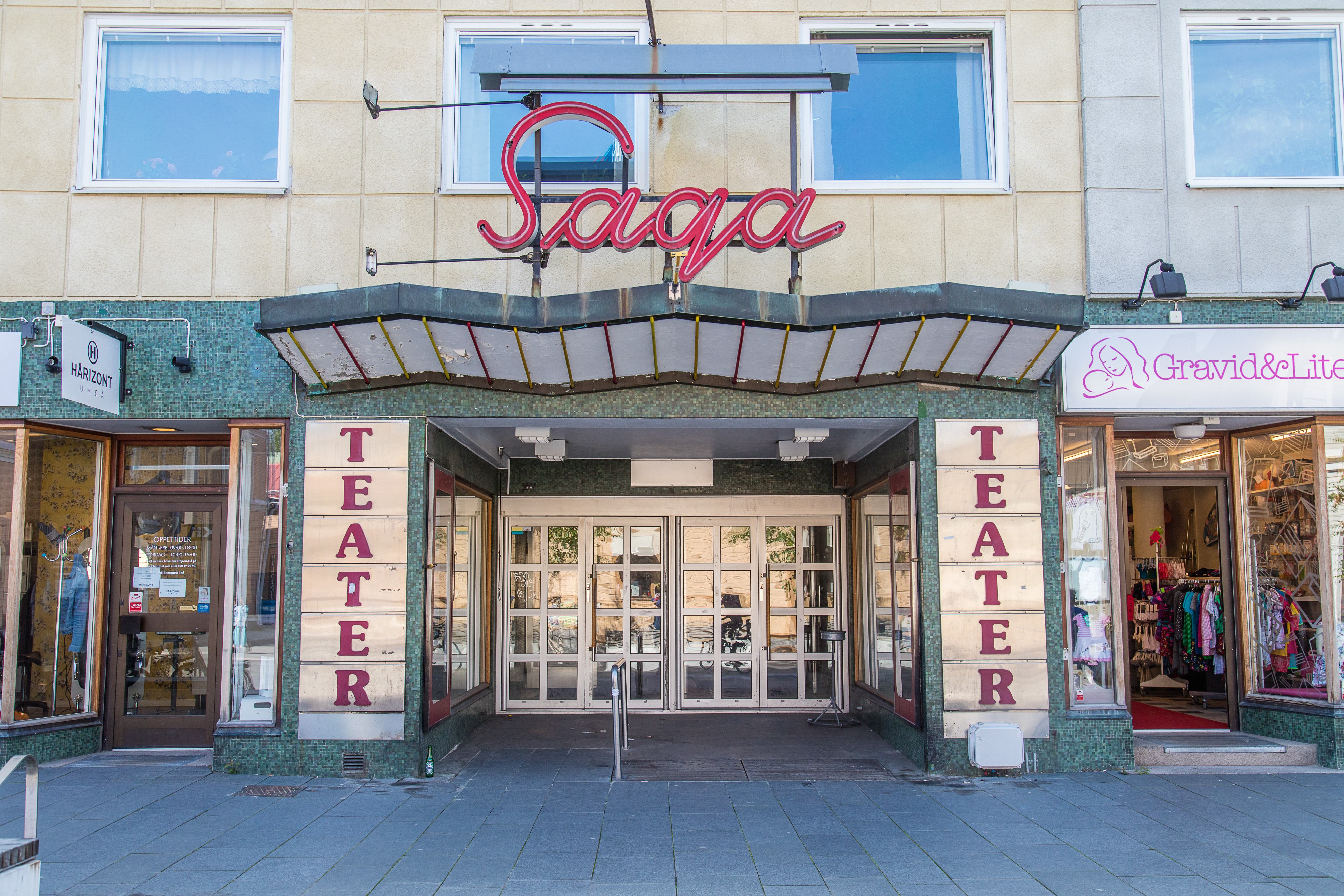
Åren 1986–2000 visades Filmstudions filmer i Sagabiografen.

Filmstudion i Umeå var en filmstudio i Umeå, åren 1954–2001.
Umeå Filmstudio grundades den 13 januari 1954, i ABF:s regi, på initiativ av museimannen Per Uno Ågren. Den första terminsavgiften var 8 kronor, vilket gav tillträde till åtta långfilmer. Vid terminens slut var medlemsantalet 355 – en siffra som skulle stiga till 1 500 rekordterminen hösten 1979.
År 1963 grundades Umeå Studenters Filmstudio, som visade 16 mm-film i sjuksköterskeskolans (numera Vårdvetarhuset) aula. 1969 slogs de filmstudiorna ihop, för att bredda både utbud och publik.
De första åren hyrde filmstudion in sig på biografen Odéon, där direktör Rolf Sjögren kom att vara ett gott stöd för föreningen. Odéon var filmstudions "huvudsalong" fram till våren 1986, då rykten om biografens rivning (den revs 1991) medförde att lördagsvisningarna flyttades till Saga-biografen – även den belägen i centrala Umeå. Våren 1993 flyttades visningarna vidare till salongen Sandrew 1, som senare samma år bytte namn till Royal. Under åren har film visats även i lokaler som Rotundan i Universumhuset, Hörsal A i Samhällsvetarhuset, Bio Abelli på Länsmuseet och Bio Marx i Umeå Folkets hus.
Med sina drygt tusen medlemmar blev filmstudion en populär samlingsplats för Umeås kulturintresserade. Under 1970-talet engagerade sig många som senare kom att arbeta med film, bland andra filmaren Åke Sandgren, författaren Stig Larsson och teatermannen Lars Lindström. 
I mitten av 1980-talet lierade sig Filmstudion – med dåvarande ordföranden Thom Palmen i spetsen – med Filmstudio Röda rummet och Folkets Bio för att åstadkomma en årlig filmfestival i Umeå. I september 1986 var det premiär för Umeå Internationella Filmfestival, som kom att leva fram till år 2007. Men då var Filmstudion redan nedlagd sedan sex år.

## Filmbiblioteket
Filmstudion började tidigt att samla på sig filmlitteratur, tidskrifter och tidningsklipp. I mitten av 1990-talet omfattade biblioteket i källarlokalen på Repslagargatan vid Döbelns plan närmare 3 000 böcker, 100 hyllmeter tidskrifter, drygt 1 500 filmaffischer, tusentals stillbilder och ett klipparkiv med recensioner m.m. av 22 000 filmer.